# Milles
För alfabetisk namnlista över personer med namnet Milles, se Milles (namn)
Milles är en svensk släkt. Stamfader är majoren och överkontrollören Emil "Mille" Andersson i Stockholm vars barn antog namnet Milles efter sin far. Släktens mest kände medlem är skulptören Carl Milles från första äktenskapet. Dennes helsyskon är Ruth Milles och Stig Milles medan Tage Milles och Evert Milles är hans halvbröder. År 1968 bildades Milles släktförening.

## Stamtavla över kända medlemmar
- Emil "Mille" Andersson (1843–1910), major och överkontrollör, gift 1872 med Walborg Tisell (1846–1879) och 1881 med Olga Zethrin (1858–1918)
  - Ruth Milles (1873–1941), skulptör och författare
  - Carl Milles (1875–1955), skulptör, gift med Olga Milles, porträttmålare
  - Stig Milles (1879–1970), ingenjör och reklamman
    - Åke Milles (1914–1984), lärare och författare
      - Marianne Milles (född 1944), lärare
        - Henrik Milles (född 1966), lärare, varit gift med Karin Milles, språkvetare och författare
        - Ivan Milles (född 1983), civilingenjör

    - Svante Milles (1923–2008), journalist och radioman, gift med Birgitta Hedberg, dotter till författarna Ruth och Olle Hedberg

  - Tage Milles (1882–1963), direktör
    - Rolf Milles (1915–2001), ingenjör och direktör

  - Evert Milles (1885–1960), arkitekt
    - Gunnar Milles (född 1936), journalist
      - Ulrika Milles (född 1964), författare och litteraturkritiker

  - Eivor Milles (1887–1971)
    - Göran Folcker (1920–2000), konstnär